# وزن الوقود الصفري
الوزن الصفري للوقود (zero-fuel weight) (ZFW) للطائرة هو الوزن الإجمالي للطائرة وجميع محتوياتها، مطروحًا منه الوزن الإجمالي للوقود القابل للاستخدام على متن الطائرة. يتم تضمين الوقود غير القابل للاستخدام في (ZFW).
على سبيل المثال، إذا كانت طائرة تحلق بوزن 5000 كغم ووزن الوقود على متن الطائرة 500 كغم، (ZFW) - 4500 كلغ. بعد مرور بعض الوقت، تم استخدام 100 كيلوغرام من الوقود، ويبلغ الوزن الإجمالي للطائرة 4900 كغم، وزن الوقود 400 كغم، بينما لم يتغير (ZFW) وبقي عند 4500 كلغ.
مع تقدم الرحلة واستهلاك الوقود، ينخفض الوزن الإجمالي للطائرة، لكن (ZFW) يظل ثابتًا (ما لم يتم التخلص من جزء من الحمولة، مثل المظليين أو المخازن، أثناء الرحلة).
بالنسبة للعديد من أنواع الطائرات، تشمل قيود صلاحية الطائرات وزن وقود صفري كحد أقصى.[Note 1]

## الحد الأقصى لوزن الوقود صفر
الحد الأقصى لوزن الوقود الصفري (MZFW) هو الحد الأقصى للوزن المسموح به قبل تحميل الوقود القابل للاستخدام وغيره من عوامل الاستخدام المحددة (سائل حقن المحرك وعوامل الدفع الاستهلاكية الأخرى) في أقسام محددة من الطائرة على النحو المحدد بمتطلبات القوة وصلاحية الطيران. قد تشمل الوقود القابل للاستخدام في خزانات محددة عند حملها بدلاً من الحمولة. يجب أن تكون إضافة العناصر القابلة للاستخدام والاستهلاك إلى الوزن الصفري للوقود وفقًا للوائح الحكومية المعمول بها حتى لا يتم تجاوز متطلبات هيكل الطائرة وصلاحيتها للطيران.

### الحد الأقصى لوزن الوقود صفر في عمليات الطائرات
عندما يتم تحميل طائرة بالطاقم والركاب والأمتعة والشحن، فمن الأهمية بمكان التأكد من أن (ZFW) لا يتجاوز (MZFW). عندما يتم تحميل طائرة بالوقود، فمن الأهمية بمكان التأكد من أن وزن الإقلاع لن يتجاوز الحد الأقصى لوزن الإقلاع المسموح به.
MZFW : الوزن الأقصى للطائرة قبل تحميل الوقود.
{\displaystyle ZFW+FOB=TOW}
بالنسبة لأي طائرة ذات (MZFW) محدد، فإن الحمولة القصوى ( {\displaystyle PL_{max}} ) يمكن حسابه على أنه (MZFW) مطروحًا منه OEW (الوزن الفارغ التشغيلي)
{\displaystyle PL_{max}=MZFW-OEW}

### الحد الأقصى لوزن الوقود صفر في شهادة النوع
يعتبر الحد الأقصى لوزن الوقود الصفري معلمة مهمة في إثبات الامتثال لمعايير تصميم العواصف لطائرات فئة النقل.

## إراحة انحناء الجناح
في الطائرات ذات الأجنحة الثابتة، يُحمل الوقود عادةً في الأجنحة. لا يساهم الوزن في الأجنحة بشكل كبير في لحظة الانحناء في الجناح مثل الوزن في جسم الطائرة. وذلك لأن قوة الرفع على الأجنحة ووزن جسم الطائرة يؤديان إلى ثني أطراف الجناح للأعلى وجذور الجناح إلى الأسفل؛ لكن وزن الأجنحة، بما في ذلك وزن الوقود في الأجنحة، يؤدي إلى ثني أطراف الجناح للأسفل، مما يوفر الراحة لتأثير الانحناء على الجناح.
عندما يتم تحميل طائرة، تكون سعة الأجنحة للوزن الزائد أكبر من القدرة على زيادة الوزن في جسم الطائرة. يمكن لمصممي الطائرات تحسين الوزن الأقصى للإقلاع ومنع الحمل الزائد في جسم الطائرة من خلال تحديد (MZFW). يتم ذلك عادة للطائرات الكبيرة ذات الأجنحة الكابولية. (الطائرات ذات الأجنحة المدعمة بالدعامات تحقق راحة كبيرة في الانحناء عن طريق جعل حمل جسم الطائرة مطبقًا بالدعامة في منتصف الطريق على طول نصف الجناح. لا يمكن تحقيق تخفيف الانحناء الإضافي للجناح عن طريق وضع الوقود بشكل خاص. عادة لا يوجد (MZFW) محدد لطائرة ذات جناح قائم على دعامة.)
لا تحتوي معظم الطائرات الصغيرة على (MZFW) المحدد ضمن حدودها. بالنسبة لهذه الطائرات ذات الأجنحة الكابولية، فإن حالة التحميل التي يجب أخذها في الاعتبار عند تحديد الوزن الأقصى للإقلاع هي الطائرة التي لا تحتوي على وقود وجميع الأحمال التي يمكن التخلص منها في جسم الطائرة. مع عدم وجود وقود في الجناح، فإن تخفيف الانحناء الوحيد للجناح يرجع إلى وزن الجناح.

## ملحوظات
1. ↑  14CFR 125.9(c) "For the purposes of this part, maximum zero fuel weight means the maximum permissible weight of an aircraft with no disposable fuel or oil."[1]